# 中毒

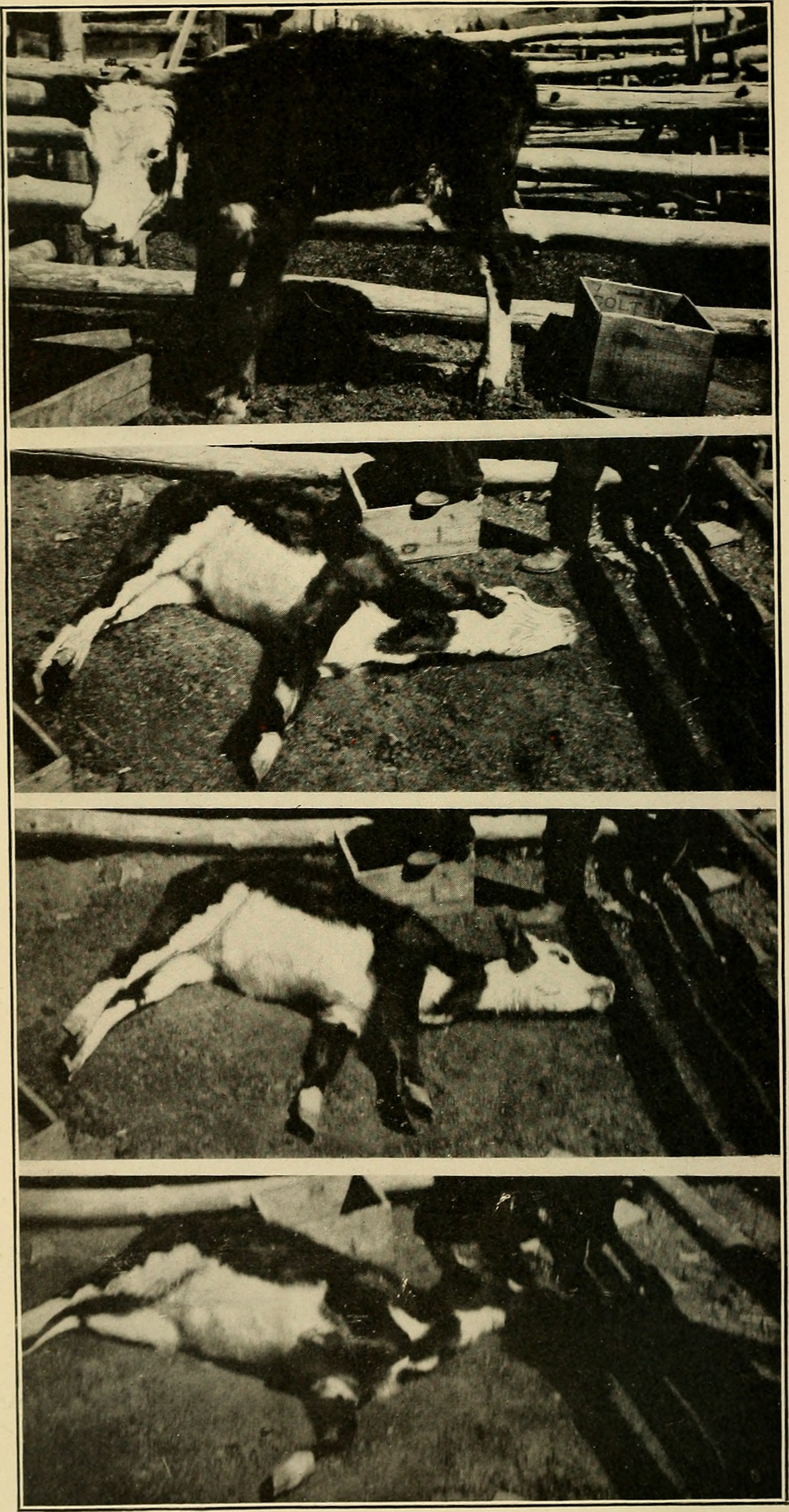
中毒

中毒（ちゅうどく）とは、「毒に中（）る」の意味であり、生体に対して毒性を持つ物質が許容量を超えて体内に取り込まれることにより、生体の正常な機能が阻害されることである。
転じて薬物依存症など依存症を指す場合があるが、ここでは前述した意味におけるものを述べる。

## 依存症
英語の addiction の語が中毒と訳される。また、現在医学的には中毒は後述する状態を指す。英語でも『junkie』は「麻薬中毒者」だけでなく「病み付きになっている人」という意味で使われる。法律上は、「麻薬中毒」は、日本の麻薬及び向精神薬取締法においては、ヘロイン・コカイン・大麻・あへんなどへの依存症と定義される。嗜癖、薬物依存症などを参照。

## 分類

### 発症までの時間による分類
急性中毒
強力な毒物の摂取、または大量・過剰の摂取により、急速に疾病状態が生じるもの。（農薬中毒、一酸化炭素中毒など）
慢性中毒
少量ずつの摂取が長期間におよんだ結果、体内に化学物質が貯留することで疾病状態に至るもの。この場合貯留した物質は毒物や劇物とは限らない。
毒物には摂取後すみやかに効果が現れるものもあるが、長い時間がたってからでなければ効果が現れないものもある。たとえばシアン化ナトリウムやサリンなどは、摂取・暴露後にすぐ症状が現れ、量によっては数分以内に死亡する。一方、ドクツルタケの毒素アマニチンや解熱剤アセトアミノフェンなどでは、食後数時間以上たたないと下痢などの諸症状が現れず、それらの初期症状を乗り切ったあともしばらくたたなければ致死的な症状が発現しない。また、パラコートやアマニチンのように、激しい初期症状が治まったあとしばらくして多臓器不全となるような2段階の症状が現れるタイプの毒物もある。

### 発生源による分類
- 外生中毒 - 外部から体内に有害物質が取り入れられて起こるもの。
- 内生中毒（自家中毒） - 伝染病や尿毒症などの体内で生成された毒素によって起こるもの。甲状腺中毒症では、過剰分泌される甲状腺ホルモンが原因である（甲状腺機能亢進症を参照）。

### 薬物中毒
覚せい剤や幻覚剤など、中枢神経系作用する向精神薬の作用によって、行動や心理的変化によるものは、精神障害の物質関連障害の物質中毒（英: intoxication）として扱われる。薬物中毒参照のこと。また、昏睡といった身体の状態も物中毒（英: poisoning）である

### 特定の部位に発症する中毒症状
中毒は全身が万遍なく具合が悪くなるものばかりではなく、特定臓器に被害が集中する場合も多い。たとえばメタノールは少量摂取しても失明するケースが多く、またパラコートは肺に重篤な損傷を与える。タリウム中毒では脱毛が著しく見られるなど、毒物の種類によって特徴的な所見を示す例も多く、微量分析によらない中毒源の発見を助ける。

## 中毒量
どんな物質であっても大量に摂取すれば有害作用を示すようになるが、通常は比較的少量でも身体に害を及ぼすものを毒物または毒素といい、中毒を起こす最低量のことを中毒量と呼ぶ。しかしながら、中毒量は解毒作用の個体差や状態により大差がある。肝機能や腎機能が低下している場合（高齢者・喫煙者・大酒家・糖尿病患者などに多い）、毒物の解毒作用が弱くなるため、中毒量は低くなる傾向にある。

## 中毒の種類

### 毒性作用による中毒
※五十音順
- 一酸化炭素中毒
- カフェイン中毒
- 急性アルコール中毒
- 金属中毒（英語版） - 鉄、銅、亜鉛、マンガン、クロミウム、コバルト、ニッケル、銀、アンチモン、タリウム、リチウム、ベリリウム
- 酸素中毒
- シアン化物中毒（青酸中毒）
- 食中毒
- 窒素中毒
- テトラクロロエチレンの身体への影響
- 毒キノコ
- トリクロロエチレンの身体への影響
- 重金属／重金属中毒（英語版） - 鉛中毒／鉛、ヒ素中毒／ヒ素、六価クロム、セレン、カドミウム、水銀
- ニコチン中毒
- 農薬中毒
- シンナー中毒
- フグによる食中毒 - テトロドトキシン
- 水中毒
- メタノール中毒
- 薬物中毒
- ワラビ中毒

### 依存症
ここでは依存症のうち、「○○中毒」と呼ばれることが多いものを取り上げる。依存症の一覧については依存症を参照。
※五十音順
- アドレナリン中毒
- アルコール中毒 - 依存性のアルコール中毒についてはアルコール依存症を参照。
- 活字中毒
- 仕事中毒
- テレビ中毒
- 糖質中毒
- ニコチン中毒（タバコ中毒、喫煙中毒） - 依存性のものについてはニコチン依存症を参照。
- ネット中毒
- 薬物中毒 - 依存性の薬物中毒については薬物依存症を参照。